# Цезий Бас
Цезий Бас или Кезий Бас (на латински: Caesius Bassus) е римски лирически поет от 60-те години на I век, по времето на император Нерон.
Произлиза от фамилията Цезии, клон Бас. Приятел е на поета Авъл Персий Флак, който посвещава на Бас своето произведение Сатири.
Цезий е в своята вила (villa Sabina), когато избухва вулкана Везувий (79 г.) и умира. Има голяма репутация като поет. Квинтилиан го хвали. Луций Аней Корнут му дава да публикува сатирите на Персий († 62 г.).
Автор е вероятно и на De Metris.

## Негови произведения
- Fragmenta carminum
- Liber de metris
- [Bassus] De metris Horatii
- [Bassus] Breviatio pedum